# Lucien Baker
Lucien Baker (Cleveland, 1846. június 8. – Leavenworth, 1907. június 21. vagy 1907. július 21.) az Amerikai Egyesült Államok szenátora (Kansas, 1895–1901).